# Słoneczny patrol
Słoneczny patrol (ang. Baywatch) – amerykański serial przygodowy, realizowany w latach 1989–2001 z Davidem Hasselhoffem i Pamelą Anderson w głównych rolach. W początkowej fazie cieszył się dużą popularnością, zwłaszcza w Stanach Zjednoczonych i Niemczech. Emitowany wielokrotnie także w Polsce, przez kilka różnych stacji telewizyjnych – po raz pierwszy latem 1994 w TVP1, a następnie w Polsacie, TV4, Universal Channel, TVS, ATM Rozrywka i TV6.
Serial opowiada o przygodach – prywatnych i zawodowych – grupy ratowników z Los Angeles. W latach 1995–1997 powstawał jego spin-off zatytułowany Nocny patrol (oryg. Baywatch Nights). Zarówno w trakcie realizacji, jak i po jej zakończeniu, powstało kilka filmów telewizyjnych o przygodach kalifornijskich ratowników. Na sezon 1998−1999 tytuł serialu zmieniono na Baywatch Hawaii i tam też przeniesiono akcję.

## Obsada
- David Hasselhoff – Mitch Buchannon
- Parker Stevenson – Craig Pomeroy
- Shawn Weatherly – Jill Riley
- Billy Warlock – Eddie Kramer
- Erika Eleniak – Shauni McClain Kramer
- Brandon Call – Hobie Buchannon
- Pamela Anderson – Casey Jean „C.J.” Parker
- David Charvet – Matt Brody
- Jason Brooks – Sean Monroe
- Krista Allen – Jenna Avid
- Gena Lee Nolin – Neely Capshaw
- Nicole Eggert – Roberta „Summer” Quinn
- Jeremy Jackson – Hobie Buchannon
- Yasmine Bleeth – Caroline Holden
- David Chokachi – Cody Madison
- Jaason Simmons – Logan Fowler
- Carmen Electra – Lani McKenzie
- Mitzi Kapture – Alexis „Alex” Ryker
- Marliece Andrada – Skylar Bergman
- Kelly Packard – April Giminski
- Alexandra Paul – por. Stephanie Holden
- Brook Burns – Jessie Owens
- Traci Bingham – Jordan Tate
- Donna D’Errico – Donna Marco
- Michael Newman – Mike „Newmie” Newman
- Michael Bergin – Jack „J.D.” Darius
- Jason Momoa – Jason Ioane

W mniejszych rolach i epizodach wystąpili m.in.: Pamela Bach, Pat Morita, Vanessa Angel, Andrea Thompson, Danny Trejo, Elizabeth Berkley, Nikki Cox, Mila Kunis, Cary-Hiroyuki Tagawa, Carrie-Anne Moss, George Hamilton, Catherine Oxenberg, Tom Arnold, Hulk Hogan, Ian Ogilvy, Susan Blakely, Joe Lara, George Lazenby, Roxann Dawson, Mariska Hargitay, Sofía Vergara, John Stamos.
W serialu pojawiło się także wielu celebrytów: znany businessman Richard Branson, piosenkarki Vikki Carr i Gladys Knight, członkowie grupy The Beach Boys: Brian Wilson, Bruce Johnston i Mike Kowalski, modelka Cindy Margolis, siatkarz Karch Kiraly, wrestler Kevin Sullivan, koszykarz Dennis Rodman, komik Jay Leno, piosenkarze Little Richard, Bryan Adams, Shaggy, a także modelki magazynów Playboy i Penthouse: Brandy Ledford, Brande Roderick, Heidi Mark, Lisa Boyle, Jenny McCarthy, Shannon Tweed, Shae Marks, Caprice Bourret, Kari Kennell, Peggy McIntaggart, Lauren Hill, Rhonda Rydell, Anna Marie Goddard, Elke Jeinsen, Alicia Rickter, Kelly Monaco, Julie Strain.